# Коллюмерпомп
Коллюмерпомп (нід. Kollumerpomp) — село в нідерландській провінції Фрисландія. Входить до муніципалітету Північно-Східна Фрисландія.
Його площа становить 13,69км², а населення станом на 2021 рік складало 435 осіб.
Перша згадка про населений пункт датується 1786 роком.

## Галерея

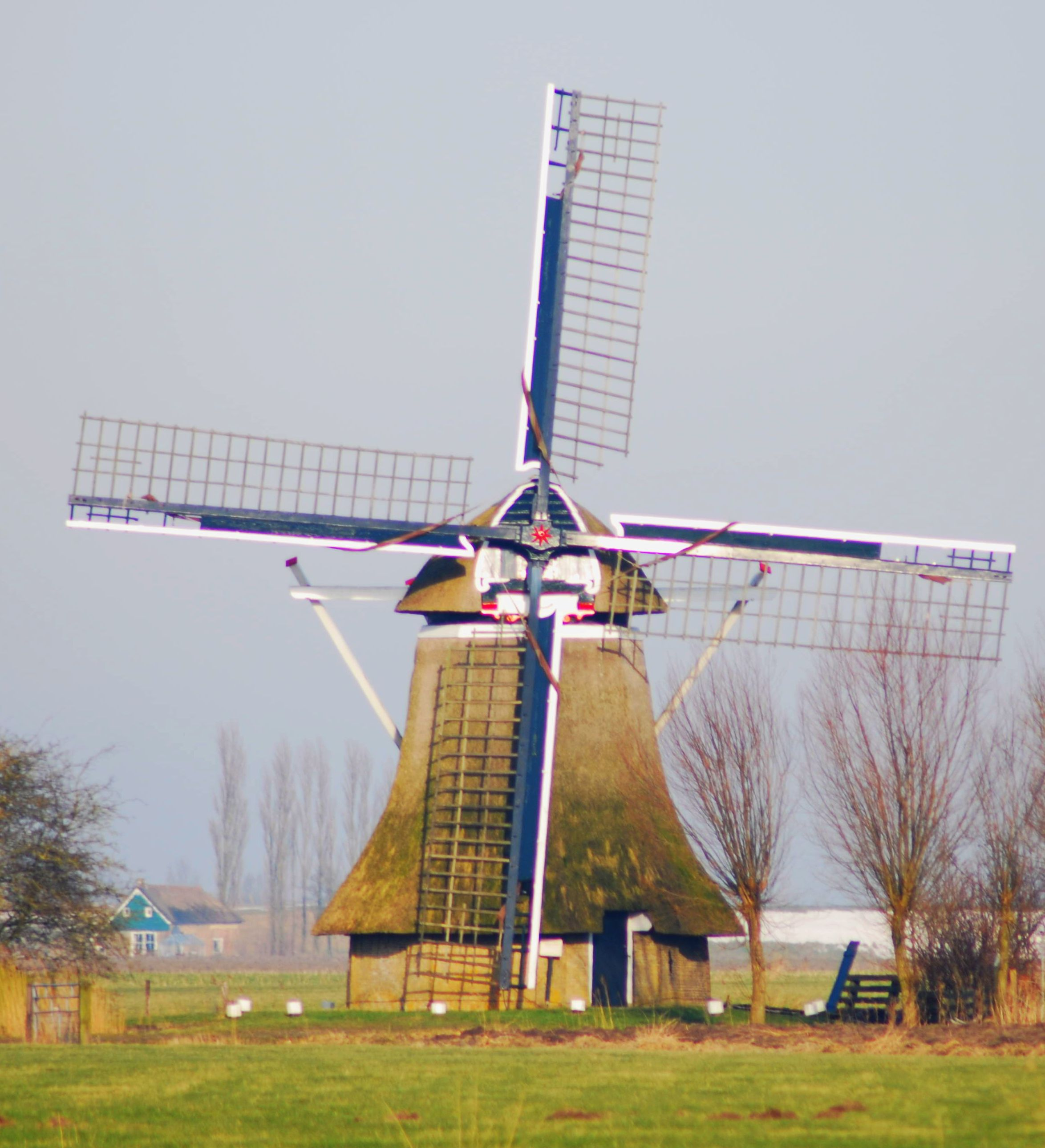
Вітряк De Westermolen
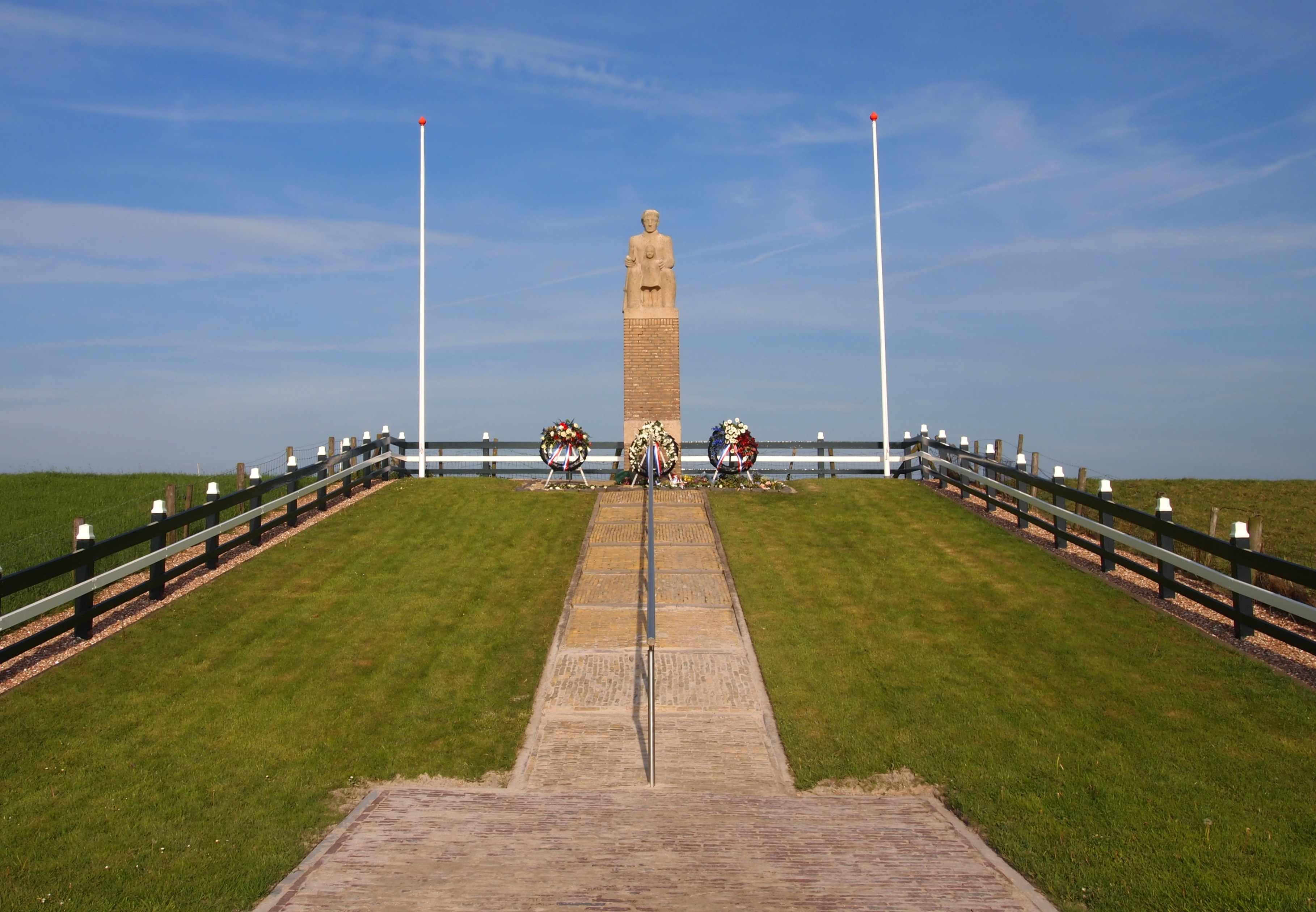
Монумент Руху спротиву
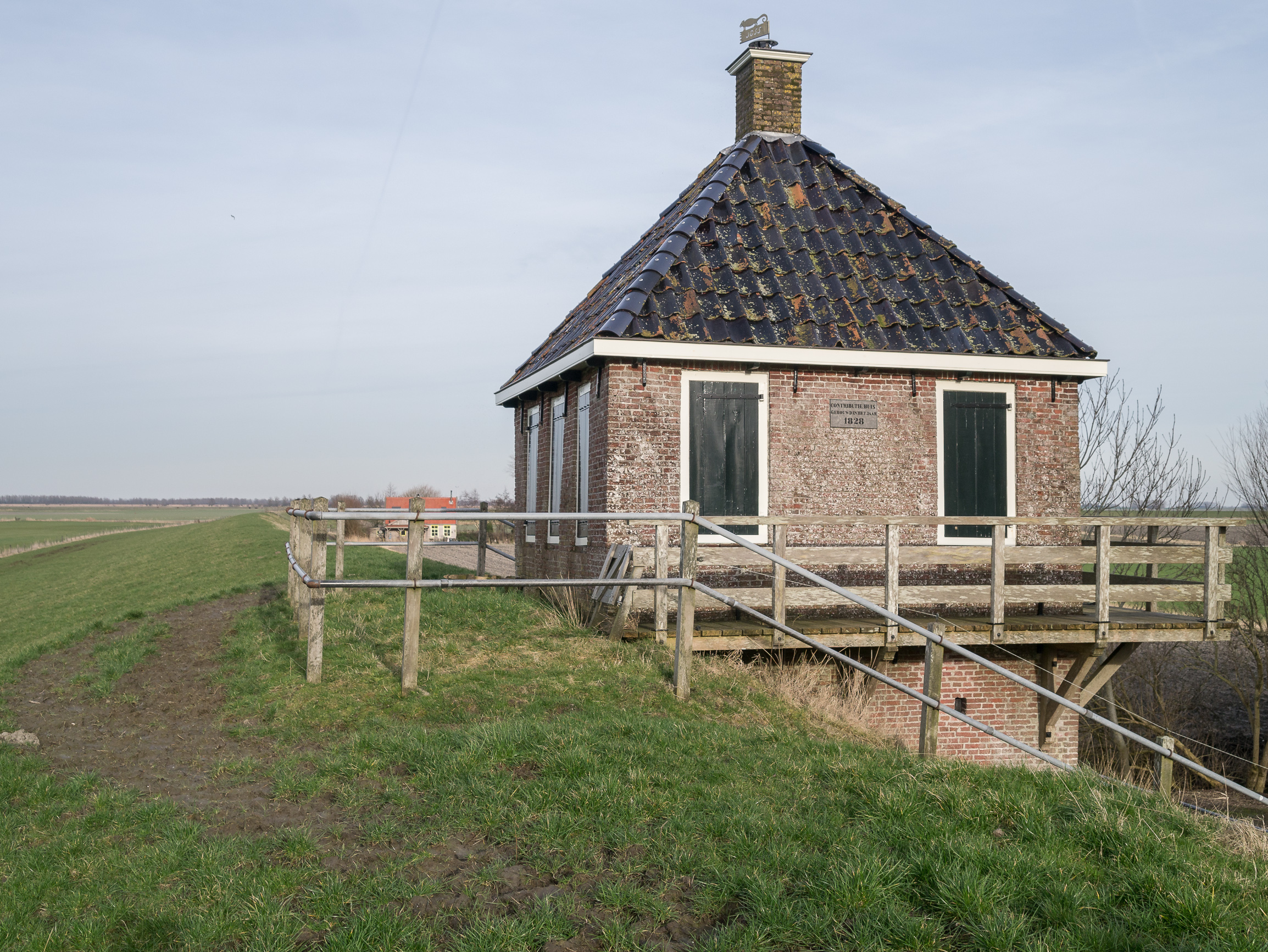
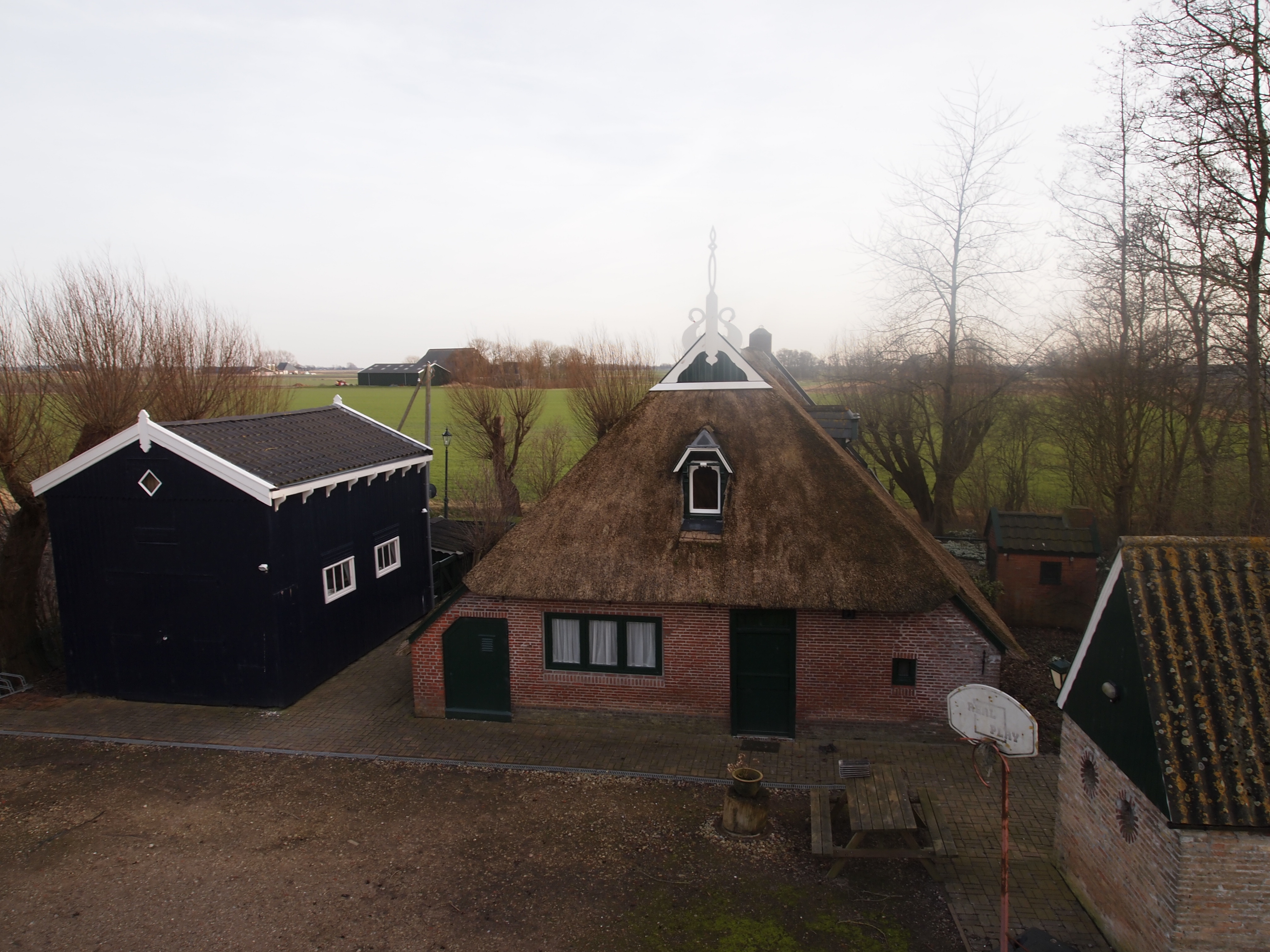
Ферма у селі